# Krucifix (Křičov)
Pozdně barokní pískovcový krucifix z roku 1788 se nalézá vpravo při místní komunikaci na Starý Bydžov na návsi vesnice Křičov, místní části městečka Smidary v okrese Hradec Králové. Nedaleko od krucifixu se nalézá dřevěná zvonička. Krucifix je od 19. 12. 1995 chráněn jako nemovitá kulturní památka ČR.

## Popis
Pískovcový krucifix sestává z kříže a dvoudílného podstavce. Nižší podstavec ve tvaru hranolu je umístěn nízkém pískovcovém schodu. Na tomto hranolovém podstavci je umístěn sokl ve tvaru tvaru obdélníka s vystupující konvexně prohnutou střední částí zakončený profilovanou, vzhůru obloukově prohnutou římsou. Boky soklu jsou ozdobeny volutami. Na čelní straně soklu je v prohloubeném rámci umístěn latinský nápis.
Na profilované římse stojí pískovcový kříž s korpusem Krista. Nad hlavou Krista je nápis INRI. Ramena kříže jsou trojlistě zakončená a ozdobena rostlinným motivem palmového listu.

## Galerie

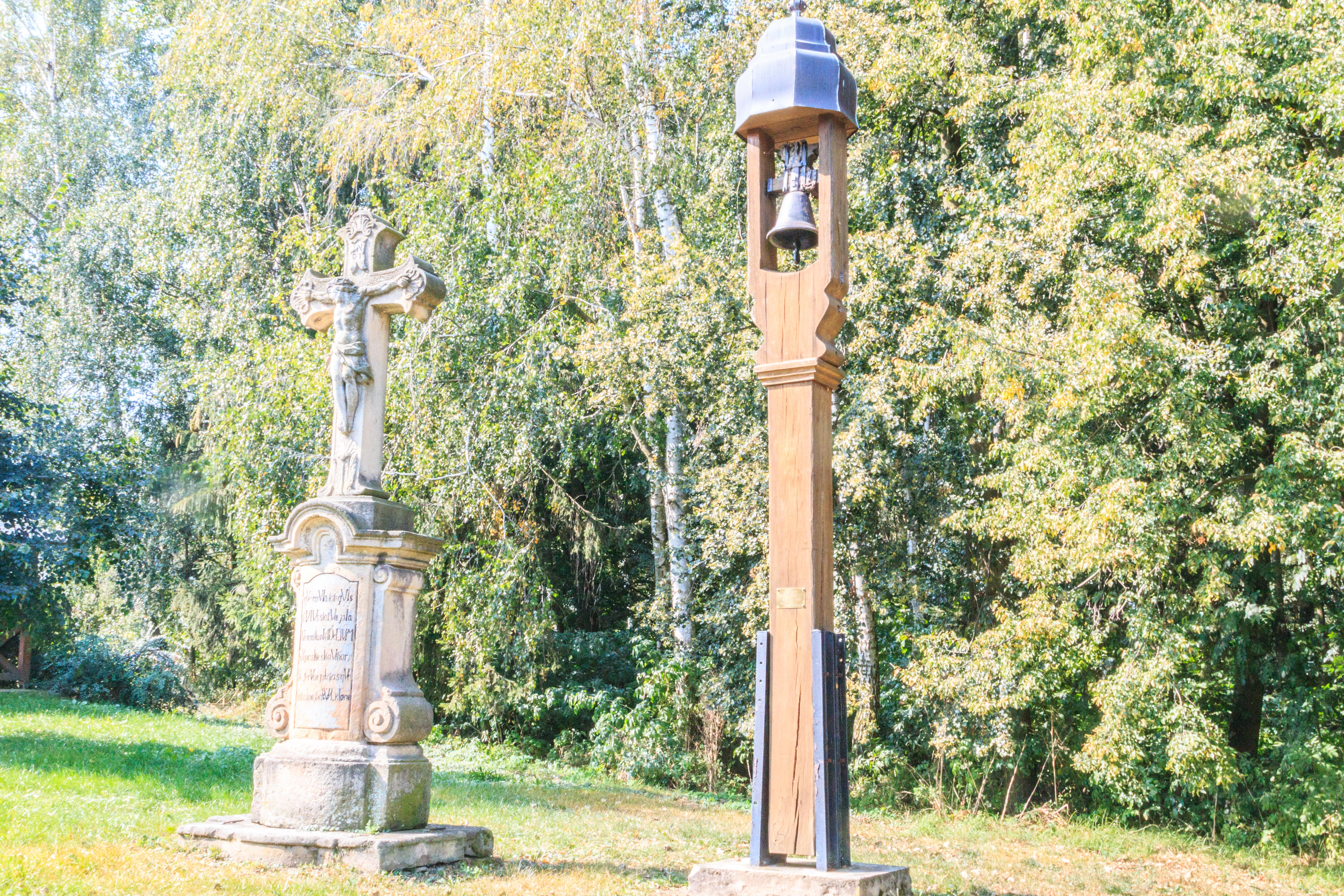
krucifix se zvoničkou v Křičově
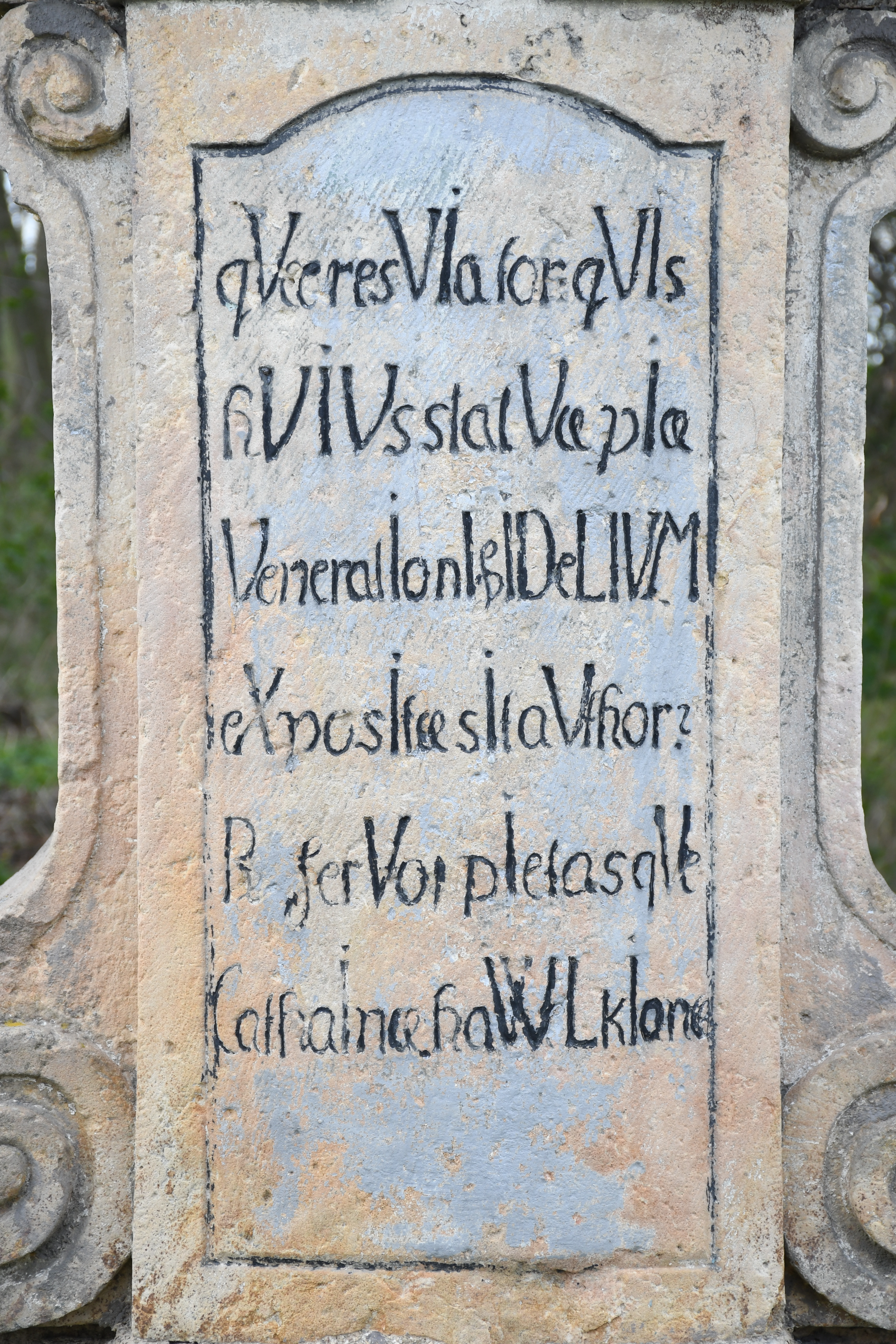
detail nápisu na krucifixu v Křičově